# Duttaphrynus
Duttaphrynus és un petit gènere de gripaus de la família Bufonidae nadiu de la Xina, Taiwan, el Pakistan, Nepal, l'Índia, Sri Lanka, Sumatra, Java, Borneo i Bali.

## Taxonomia
- Duttaphrynus crocus (Wogan, Win, Thin, Lwin, Shein, Kyi & Tun, 2003)
- Duttaphrynus cyphosus (Ye, 1977)
- Duttaphrynus himalayanus (Günther, 1864)
- Duttaphrynus melanostictus (Schneider, 1799)
- Duttaphrynus microtympanum (Boulenger, 1882)
- Duttaphrynus noellerti (Manamendra-Arachchi & Pethiyagoda, 1998)